# 陶慧敏
陶慧敏（1966年4月16日—），女，浙江温州人，中国影视演员，为越剧演员出身。因在1989年版电影《红楼梦》中饰演林黛玉与电视剧《杨乃武与小白菜》中饰演小白菜而知名，是中国大陆1980年代末90年代初著名影视女明星之一。温婉贤淑的江南美女是她给观众的最大印象。
陶慧敏现为南京军区政治部前线话剧团国家一级演员，大校军衔，享受副军级待遇。中国电影表演艺术学会理事，江苏省青联常委。

## 经历
1966年，陶慧敏生于浙江温州瑞安的一个普通家庭，后就读于浙江省瑞安县第五小学（即现在的瑞安市实验小学）。1978年，考入温州瑞安越剧团，担任演员。1983年，代表温州瑞安越剧团参加全省“小百花”文艺汇演，因表现出色，留在了浙江小百花越剧团。
来到小百花越剧团，无疑是陶慧敏人生一次重大转折，1984年，她参演了长春电影制片厂拍摄的电影《五女拜寿》，然后又出演了电影《美丽的囚徒》的女主角殷红，开始有了一些知名度。1986年，她又被著名导演谢铁骊看中，出演《电影版红楼梦》，饰演林黛玉，历经三年的学习和拍摄后，电影于1989年播出，陶慧敏也获得了当年百花奖最佳女主角第二名，从此声名鹊起。
1990年，由陶慧敏主演的电视剧《杨乃武与小白菜》播出时赢得了巨大反响，红极一时，成为经典电视剧。她也因此获得第9届《大众电视》金鹰奖提名，第3届全国电视十佳演员。此后在电影《出嫁女》、电视剧《蚕乡恩怨》、电视剧《中国商人》、电视剧《乡村女法官》等影视剧中均有不俗表现，深得观众喜爱。
1994年，南京军区电视艺术中心在青岛拍摄电视剧《山那边有个海》，选定陶慧敏担任女主角。拍摄结束后，时任摄制组长邵钧林十分欣赏她，邀请她加入南京军区政治部前线话剧团。1996年10月，陶慧敏正式进入了前线话剧团，成为一名军人。
2004年12月21日，陶慧敏担任杭州电子科技大学兼职教授。
2007年12月，陶慧敏在《红楼梦越剧交响版》中出演薛宝钗，这也是她时隔二十余年重返越剧舞台。
对于自己的演艺生涯，陶慧敏在2005年接受《大众电影》采访时表示，电影《美丽的囚徒》是她从越剧舞台到影视舞台的转折，《电影版红楼梦》剧组三年（1986-1989年）的学习生活让自己受益匪浅，而之后在《杨乃武与小白菜》中扮演小白菜则是自己的代表作。进入前线话剧团出演多部话剧的经历让自己的演技有了进一步提高，现在的她更注重于“演”而不是顾及形象是否漂亮。

### 个人生活
在演艺圈，陶慧敏为人处事一直很低调，现在的她依然活跃在荧屏上，当然随着年龄的增大，她出演的大多是妈妈、奶奶辈的角色。生活中的她特别爱静“一个女人只有心静如水，才能不为外界所扰，也才能保持自己一份独特的心空”。
陶慧敏的丈夫：王設中，是一位舞蹈教师，二人于1989年结婚，感情十分好。1998年有了一个女儿，名叫陶融。

## 艺术作品

### 越剧
- 《红楼梦》扮演林黛玉
- 1980年瑞安越剧团《玉蝶传奇》扮演雪莲
- 1981年瑞安越剧团《狸猫换太子》扮演寇珠
- 1981年瑞安越剧团《方丽珠》扮演方丽珠
- 1982年瑞安越剧团《送灯》扮演曾桂娟
- 1982年浙江小百花越剧团《葬花》扮演林黛玉
- 1982年浙江小百花越剧团《送花楼会》扮演秋华
- 1982年浙江小百花越剧团《五女拜寿》扮演五凤
- 1983年浙江小百花越剧团《汉宫怨》扮演瑞香
- 1986年浙江小百花越剧团《大观园》扮演晴雯
- 1990年浙江小百花越剧团《西厢记》扮演崔莺莺
- 2007年交响版越剧《红楼梦（2007年越剧电影交响版）》扮演薛宝钗

### 话剧
- 《霓虹灯下的哨兵》扮演春妮
- 《龙腾苍海》扮演陶沙

### 歌曲
- 《采茶舞曲》
- 《紫竹调》
- 《天上掉下个林妹妹》

### 电影
| 年份   | 片名                   | 角色         | 备注   |
| ------ | ---------------------- | ------------ | ------ |
| 1982年 | 《五女拜寿》           | 五小姐杨五凤 |        |
| 1986年 | 《美丽的囚徒》         | 殷红         |        |
| 1989年 | 《红楼梦》             | 林黛玉       | 女主角 |
| 1990年 | 《出嫁女》             | 爱月         | 女主角 |
| 1992年 | 《离婚喜剧》           | 林小妹       | 女一号 |
| 1995年 | 《广州故事》           | 小灵妹       | 女二号 |
| 1996年 | 《少年雷锋》           | 雷一嫂       |        |
| 2005年 | 《风流羊角镇》         | 隋丽娜       | 女二号 |
| 2016年 | 《抱养奇缘》           | 叶兰         |        |
| 2019年 | 《温暖之城之红日亭》   | 张艾嘉       |        |
| 2019年 | 《最好的我们》         | 耿耿妈       |        |
| 2019年 | 《拿摩一等》           | 肖声妈妈     |        |
| 2020年 | 《美人皮》(網絡電影)   | 史夫人       |        |
| 2020年 | 《翠狐戏夫》(網絡電影) | 王太常夫人   |        |
| 2021年 | 《生机》               |              |        |
| 2021年 | 《直击现场》           |              |        |
| 2025年 | 《好好说再见》         |              |        |
| 待上映 | 《绝密任务》           |              |        |

### 电视剧
| 年份   | 剧名                         | 角色         | 备注                   |
| ------ | ---------------------------- | ------------ | ---------------------- |
| 1989年 | 《杨乃武与小白菜》           | 小白菜       | 女主角                 |
| 1992年 | 《中国商人》                 | 辛萍萍       |                        |
| 1992年 | 《蚕乡恩怨》                 | 春花、金凤   | 6集短剧                |
| 1993年 | 《戈公振》                   | 瞿蕴玉       |                        |
| 1993年 | 《北方往事》                 | 金凤         |                        |
| 1993年 | 《我爱我家》                 | 小晴         | 客串于33集、34集       |
| 1994年 | 《野山花》                   | 梅洁尘       | 2集                    |
| 1994年 | 《民间戏圣》                 | 小凤         | 女主角                 |
| 1994年 | 《山那边有个海》             | 叶紫         | 女主角8集              |
| 1995年 | 《观世音传奇》               | 观世音、妙善 | 女主角                 |
| 1996年 | 《乡村女法官》               | 付金芝       |                        |
| 1996年 | 《今冬不言情》               | 吴巧云       |                        |
| 1996年 | 《古堡情事》                 | 艾艾         | 女一号                 |
| 1997年 | 《鸡毛换糖》                 | 香叶         |                        |
| 1997年 | 《深圳情缘》                 | 宋小蕊       |                        |
| 1998年 | 《虎踞钟山》                 | 柯月秀       |                        |
| 1999年 | 《福禄双全》                 | 银屏         | 女主角                 |
| 1999年 | 《翁同和》                   | 小白菜       |                        |
| 2000年 | 《西厢传奇》                 | 崔莺莺       |                        |
| 2000年 | 《危险真情》                 | 李素芬       |                        |
| 2001年 | 《蓦然回首》                 | 惠茹         | 女二号                 |
| 2002年 | 《DA师》                     | 韩雪         | 女二号                 |
| 2002年 | 《跃龙门》                   | 孙秀敏       | 女一号                 |
| 2002年 | 《浪迹天涯》                 | 莲姑         | 客串                   |
| 2003年 | 《无怨无悔》又名《我是女人》 | 商君茹       | 女一号                 |
| 2003年 | 《凤求凰》                   | 平阳公主     |                        |
| 2003年 | 《伴你到永远》又名《心碎》   | 方竹         |                        |
| 2004年 | 《金茂祥》                   | 高宝妹       |                        |
| 2004年 | 《追日》                     | 乔喜珍       |                        |
| 2004年 | 《心跳》又名《针锋相对》     | 程梦晞       | 客串                   |
| 2005年 | 《沙场点兵》                 | 梅雨晴       |                        |
| 2005年 | 《大清风云》                 | 乌拉大福晋   |                        |
| 2005年 | 《上将许世友》               | 朱锡明       | 客串                   |
| 2005年 | 《王保长后传》               | 三嫂子       |                        |
| 2006年 | 《陪读》                     | 阿琼         |                        |
| 2006年 | 《边防风暴》                 | 陆萍         |                        |
| 2006年 | 《更年期的幸福生活》         | 马翎子       |                        |
| 2006年 | 《迷路》                     | 何美晶       |                        |
| 2006年 | 《爱在人间》                 | 唐月         | 15-20集                |
| 2006年 | 《狼烟》                     | 陈美珊       |                        |
| 2006年 | 《中年计划》                 | 苏真         |                        |
| 2007年 | 《我把儿子送上法庭》         | 李淑芬       | 又名《可怜天下父母心》 |
| 2007年 | 《脸谱》                     | 高洁         |                        |
| 2007年 | 《霓虹灯下的哨兵》           | 曲曼丽       |                        |
| 2008年 | 《情之债》                   | 商雪娟       |                        |
| 2008年 | 《战地浪漫曲》               | 叶清扬       |                        |
| 2008年 | 《东方朔》                   | 王太后       |                        |
| 2009年 | 《牛郎织女》                 | 瑶姬         |                        |
| 2009年 | 《江阴要塞》                 | 顾乃香       |                        |
| 2009年 | 《人民利益》                 |              |                        |
| 2009年 | 《决战南京》                 | 水莲         |                        |
| 2010年 | 《烟雨斜阳》                 | 王芳         |                        |
| 2010年 | 《警察遇到兵》               |              |                        |
| 2010年 | 《子弹上膛》                 | 小影妈       | 客串                   |
| 2010年 | 《天涯织女》                 | 文若兰       | 客串                   |
| 2011年 | 《一不小心爱上你》           | 万红霞       |                        |
| 2011年 | 《命運交響曲》               | 安琪媽       |                        |
| 2011年 | 《换女成凤》                 | 文琇         |                        |
| 2012年 | 《外姓兄弟》                 | 美兰         |                        |
| 2012年 | 《微博达人》                 | 秀瑶         |                        |
| 2014年 | 《天使的微笑》               | 何佳寧       | 客串                   |
| 2016年 | 《陆军一号》                 | 傅颖         |                        |
| 2016年 | 《孤战》                     | 田阿婆       | 客串                   |
| 2017年 | 《人民的名义》               | 梁璐         |                        |
| 2017年 | 《男管家》                   | 大太太(蔣氐) |                        |
| 2017年 | 《虎父犬子》                 | 陶雪萍       |                        |
| 2017年 | 《花谢花飞花满天》           | 唐欣兰       |                        |
| 2018年 | 《你和我的倾城时光》         | 耿興敏       |                        |
| 2019年 | 《请赐我一双翅膀》           | 玉玲珑       |                        |
| 2020年 | 《二毛驴传奇》               | 宋美龄       | 客串，2015年拍攝       |
| 2020年 | 《哪吒降妖记》               | 观音         |                        |
| 2020年 | 《非处方青春》               | 文韬母親     |                        |
| 2021年 | 《温州三家人》               | 黄云梅       |                        |
| 2022年 | 《才不要和老板谈恋爱》       | 卢政彤       |                        |
| 2022年 | 《第二次拥抱》               | 麻春燕       | 客串                   |
| 2022年 | 《恋爱的夏天》               | 刘玉         | 网络剧，客串           |
| 2022年 | 《我们这十年》               | 丁采仙       | 單元《一日三餐》       |
| 2023年 | 《听说你喜欢我》             | 裴素芳       | 客串                   |
| 2023年 | 《平凡之路》                 | 董母         |                        |
| 2023年 | 《鱼生知有你》               | 葉芳         | 网络剧                 |
| 2023年 | 《不完美受害人》             | 林闞媽       | 网络剧                 |
| 2023年 | 《甜蜜的你》                 | 林芝         |                        |
| 2024年 | 《爱情变变变》               | 刘雪         | 2014年拍攝             |
| 2025年 | 《爱的季风掠过》             | 齐家恩       | 2016年拍攝             |
| 2025年 | 《修仙记之何仙姑传》         | 观音         | 2016年拍攝             |
| 2025年 | 《浴血荣光》                 | 陳菊岭       |                        |
| 待播   | 《我的真命天女》             |              | 2015年拍攝             |
| 待播   | 《鹰舞剑锋》                 |              | 2014年拍攝             |
| 待播   | 《金秋》                     |              |                        |

## 其它
- 1992年春节联欢晚会《庙会风光》

## 荣誉
- 因在《送灯》中扮演曾桂娟荣获温州地区优秀小百花奖和浙江省小百花奖
- 因在《大观园》中扮演晴雯荣获第三届浙江省戏剧节演员三等奖
- 因在《杨乃武与小白菜中主演小白菜荣获第三届全国电视十佳演员、第九届电视金鹰奖提名
- 1989年电影《红楼梦》中饰演“林黛玉”荣获《大众电影》“百花奖”女角第二名
- 2003年2月南京军区第六届“前线文艺奖”特别荣誉奖
- 2003年2月解放军“金星奖”最佳女主角奖
- 第三届浙江省艺术明星称号
- 温州市第二届十佳优秀青年称号
- 温州地区优秀小百花奖、浙江省小百花奖
- 浙江省第三届戏剧节演员三等奖

### 引用
1. ↑  人民网. . 人民网. 2004年12月22日  [2010年12月26日]. （原始内容存档于2016年3月4日） （中文（简体））.
2. ↑  央视国际. . CCTV. 2004年12月23日  [2010年12月26日]. （原始内容存档于2019年11月28日） （中文（简体））.
3. ↑  新闻午报. . 搜狐. 2007年12月3日  [2010年12月26日] （中文（简体））.